# Споменик палим борцима Чукарице
Споменик палим борцима Чукарице је споменик у Београду. Налази се у Парку Баново брдо у општини Чукарица.
Подигнут је 7. јула 1954. године и посвећен је палим борцима у народноослободилачком рату са простора Чукарице. Споменик представља статуу војника која је изливена у бронзи, са једном подигнутом руком, а пушком у другој. Подигао га је Савез бораца Н.О. рата општине Чукарица. На постољу споменика налази се меморијална плоча на којој пише:
„ПАЛИМ БОРЦИМА У НАРОДНООСЛОБОДИЛАЧКОМ РАТУ СА ЧУКАРИЦЕ
Будуће генерације знаће за Вас који дадосте своје животе и на вашим примерима се учити како се воли, бори и гине за народ и домовину. Ваша проливена крв у борби за слободу своје домовине и народа увек ће зрачити и никада се неће заборавити.
7. јула 1954. год

Савез бораца Н.О. рата општине Чукарица”.